# Passato e Presente
Passato e Presente, noto anche col titolo alternativo Pensiero filosofico, è un dipinto di Henri Rousseau, realizzato con la tecnica dell'olio su tela. La firma del pittore è leggibile nell'angolo inferiore destro.
L'opera è conservata a Filadelfia, presso la Barnes Foundation.

## Descrizione
Si tratta di un autoritratto e doppio ritratto insieme: nel 1899 l'artista si era sposato con Josephine-Rosalie Nourry, vedova come lui, e nello stesso anno egli dipinse appunto questa tela nella quale i due, vestiti con abiti scuri, si trattengono in un giardino mentre sulle nuvole in cielo appaiono i volti sorridenti dei loro precedenti coniugi che sembrano approvare la nuova unione. Notevole, nell'opera, la pianta davanti alla coppia, resa in modo tale da suggerire, col suo particolare intreccio di ramoscelli e foglioline, l'immagine di un cuore.